# Leucoreas
Leucoreas là một chi bướm đêm thuộc họ Geometridae.